# Хавличкув Брод (окръг)
Окръг Хавличкув Брод (на чешки: Okres Havlíčkův Brod) е един от 5-те окръга на Височинския край на Чехия. Площта му е 1264,95 km2, а населението му – 94 649 души (2016). Административен център е едноименният град Хавличкув Брод. Населените места в окръга са 120, от тях – 8 града и 8 места без право на самоуправление. Код по LAU-1 – CZ0631.
Окръгът граничи на югоизток с окръг Ждяр над Сазавоу, на юг с Ихлава и на югозапад – с окръг Пелхржимов. Освен това на запад и северозапад граничи с окръзите Бенешов и Кутна Хора от Средночешкия край, а на североизток с окръг Хрудим на Пардубицкия край.

## Градове и население
Данни за 2009 г.:
| Град                 | Население |
| -------------------- | --------- |
| Хавличкув Брод       | 23 893    |
| Хотеборж             | 9633      |
| Светла над Сазавоу   | 6815      |
| Ледеч над Сазавоу    | 5823      |
| Пршибислав           | 4019      |
| Ждирец над Доубравоу | 3100      |
| Голчув Еников        | 2639      |
| Хабри                | 1323      |

## Образование
По данни от 2003 г.:
| Вид училище                         | Брой училища |
| ----------------------------------- | ------------ |
| Детски градини                      | 46           |
| Начални училища                     | 48           |
| Гимназии                            | 4            |
| Средни училища и промишлени училища | 9            |
| Средни професионални училища        | 6            |
| Висши професионални училища         | 3            |

## Здравеопазване
По данни от 2003 г.:
| Лекари                                      | 331 |
| Болници                                     | 1   |
| Специализирани заведения за лечение и отдих | 3   |
| Зъболекари                                  | 46  |
| Аптеки                                      | 16  |

## Транспорт
През окръга преминава част от магистрала D1, както и първокласните пътища (пътища от клас I): I/19, I/34, I/37 и I/38. Пътища от клас II в окръга са: II/130, II/131, II/150, II/338, II/339, II/340, II/344, II/345, II/346, II/347, II/348, II/350 и II/351.